# Christina Oiticica
Christina Oiticica (Rio de Janeiro, 1951) és una artista plàstica i pintora brasilera. És també la muller de l'escriptor Paulo Coelho.
Formada a l'Escola de Belles Arts i al Museu d'Art Modern de Rio de Janeiro, Oiticica va completar la seva formació a la Facultat d'Arquitectura Bennett de la mateixa ciutat i al Círculo de Bellas Artes de Madrid. La seva obra, hereva dels moviments artístics experimentals de la dècada de 1970 que van emergir a Rio de Janeiro, després d'una llarga carrera artística, l'ha portat a realitzar exposicions individuals i col·lectives en sales d'arreu del món.

## Tècnica
Oiticica és coneguda per la utilització d'una tècnica exòtica neoconcretista que recorda l'art natura i també l'ecoart, una tècnica que permet que els elements de la naturalesa influeixin sobre les seves obres. Va idear la combinació de l'art natura -que utilitza com a suport a la natura en tant com a matèria- amb la pintura realitzada als Pirineus francesos, quan amb una tela d'uns 10 metres de llarg, va decidir pintar a l'aire lliure enmig de la natura. Un cop finalitzada l'obra, la va deixar assecar allà mateix. L'endemà, en anar a buscar-la, va descobrir que la pols, la terra, les fulles i alguns insectes s'havien integrat a la tela. Sense haver-ho premeditat, la naturalesa havia influït sobre aquesta pintura.

## Projecte «Camino Peregrino»
L'artista va començar aquesta tècnica pintant en els boscos, valls i muntanyes dels Pirineus, a França, i el resultat d'aquest treball es va convertir en el llibre Les quatre estacions. Després, entre 2004 i 2005, ella va enterrar diverses de les seves teles a la selva amazònica del Brasil i va esperar un any abans de desenterrar-les.1 La selva humida i equatorial va deixar les seves marques indelebles en els quadres. El 2005, Christina també va portar la seva obra per la Vall Sagrada Ganeshpuri a l'Índia. Entre 2006 i 2008, Oiticica va triar el camí de Sant Jaume, lloc sagrat i simbòlic que rep pelegrins de tot el món com el seu taller. L'artista va compondre les seves teles en diferents llocs del Camí: utilitzant el relleu de les pedres, la intervenció de la pluja, de la neu, del color de la terra, pigments naturals i la cera. Un cop compostes, les pintures van ser «plantades» a la terra i recuperades mesos després. Oiticia enterra les seves teles asota terra durant un període de 9 mesos (el cicle de la gestació) o d'un any (cicle de les estacions). El projecte «Camino Peregrino» o «Caminho Pilgrim» també tindrà la forma d'un llibre, que serà prologat pel mateix Paulo Coelho i estrenat durant l'any 2009.